# Etapa Provincial de Islay 2014
La Etapa Provincial de Islay 2014 es la edición número 48 de la competición futbolística Mollendina a nivel Provincial. Se disputará desde el 1 de junio. 
El torneo otorga al cuadro campeón y subcampeón cupos para Copa Perú en su etapa Departamental.

## Participantes
Los participantes son los mejores equipos(Campeón y subcampeón respectivamente) de cada Distrito de la Provincia de Islay. Con Excepción de Islay y Dean Valdivia que solo serán representados por su campeón distrital.
| Distrito        | Club                   | Condición            | Estadio                          |
| --------------- | ---------------------- | -------------------- | -------------------------------- |
| Cocachacra      | Deportivo Juventus     | Campeón Distrital    | Estadio Benigno Pérez Málaga     |
| Cocachacra      | Sporting Cristal       | Subcampeón Distrital | Estadio Benigno Pérez Málaga     |
| Deán Valdivia   | Sport Arenal           | Campeón Distrital    | Estadio El Arenal                |
| Islay           | Los Amigos de Matarani | Campeón Distrital    | Estadio Juan Medina              |
| Mollendo        | Sport Boys             | Campeón Distrital    | Complejo Deportivo Cesar Vallejo |
| Mollendo        | Atlético Mollendo      | Subcampeón Distrital | Complejo Deportivo Cesar Vallejo |
| Punta de Bombón | Deportivo Colón        | Campeón Distrital    | Municipal de la Punta de Bombón  |
| Punta de Bombón | FC Bombón              | Subcampeón Distrital | Municipal de la Punta de Bombón  |

## Primera fase
La primera fase se jugará en dos grupos, cada uno de cuatro equipos, clasificando los dos primeros de cada uno a la siguiente fase.

### Grupo A[1]
| Grupo | Club              | Distrito        |
| ----- | ----------------- | --------------- |
| A     | FC Bombón         | Punta de Bombón |
| A     | Sport El Arenal   | Deán Valdivia   |
| A     | Sporting Cristal  | Cocachacra      |
| A     | Atlético Mollendo | Mollendo        |

| Equipo            | PJ | PG | PE | PP | GF | GC | DG | Pts |
| ----------------- | -- | -- | -- | -- | -- | -- | -- | --- |
| Atlético Mollendo | 6  | 3  | 2  | 1  | 14 | 6  | +8 | 11  |
| Sporting Cristal  | 6  | 3  | 2  | 1  | 8  | 11 | -3 | 11  |
| Sport Arenal      | 6  | 2  | 2  | 2  | 9  | 9  | 0  | 8   |
| FC Bombón         | 6  | 0  | 2  | 4  | 8  | 13 | -5 | 2   |

| Grupo A           | Grupo A       | Grupo A           | Grupo A                | Grupo A         | Grupo A       | Grupo A       | Grupo A       | Grupo A       | Grupo A       | Grupo A       | Grupo A       |               |               |               |               |               |               |               |               |               |               |               |               |               |               |               |               |               |               |               |               |               |               |               |               |               |               |               |               |
| Local             | Resultado     | Visitante         | Estadio                | Distrito        | Fecha         | Hora          |               |               |               |               |               |               |               |               |               |               |               |               |               |               |               |               |               |               |               |               |               |               |               |               |               |               |               |               |               |               |               |               |               |
| Primera Fecha     | Primera Fecha | Primera Fecha     | Primera Fecha          | Primera Fecha   | Primera Fecha | Primera Fecha | Primera Fecha | Primera Fecha | Primera Fecha | Primera Fecha | Primera Fecha | Primera Fecha | Primera Fecha | Primera Fecha | Primera Fecha | Primera Fecha | Primera Fecha | Primera Fecha | Primera Fecha | Primera Fecha | Primera Fecha | Primera Fecha | Primera Fecha | Primera Fecha | Primera Fecha | Primera Fecha | Primera Fecha | Primera Fecha | Primera Fecha | Primera Fecha | Primera Fecha | Primera Fecha | Primera Fecha | Primera Fecha | Primera Fecha | Primera Fecha | Primera Fecha | Primera Fecha | Primera Fecha |
| ----------------- | ------------- | ----------------- | ---------------------- | --------------- | ------------- | ------------- | ------------- | ------------- | ------------- | ------------- | ------------- | ------------- | ------------- | ------------- | ------------- | ------------- | ------------- | ------------- | ------------- | ------------- | ------------- | ------------- | ------------- | ------------- | ------------- | ------------- | ------------- | ------------- | ------------- | ------------- | ------------- | ------------- | ------------- | ------------- | ------------- | ------------- | ------------- | ------------- | ------------- |
| Sporting Cristal  | 0-7           | Atlético Mollendo | Benigno Pérez          | Cocachacra      | 1 de junio    | 15:10         |               |               |               |               |               |               |               |               |               |               |               |               |               |               |               |               |               |               |               |               |               |               |               |               |               |               |               |               |               |               |               |               |               |
| FC Bombón         | 2-2           | Sport Arenal      | Municipal Punta Bombón | Punta Bombón    | 1 de junio    | 15:10         |               |               |               |               |               |               |               |               |               |               |               |               |               |               |               |               |               |               |               |               |               |               |               |               |               |               |               |               |               |               |               |               |               |
| Segunda Fecha     |               |                   |                        |                 |               |               |               |               |               |               |               |               |               |               |               |               |               |               |               |               |               |               |               |               |               |               |               |               |               |               |               |               |               |               |               |               |               |               |               |
| Sporting Cristal  | 2-1           | FC Bombón         | Benigno Pérez          | Cocachacra      | 11 de junio   | 13:10         |               |               |               |               |               |               |               |               |               |               |               |               |               |               |               |               |               |               |               |               |               |               |               |               |               |               |               |               |               |               |               |               |               |
| Atlético Mollendo | 2-1           | Sport Arenal      | Complejo Cesar Vallejo | Mollendo        | 11 de junio   | 15:10         |               |               |               |               |               |               |               |               |               |               |               |               |               |               |               |               |               |               |               |               |               |               |               |               |               |               |               |               |               |               |               |               |               |
| Tercera Fecha     |               |                   |                        |                 |               |               |               |               |               |               |               |               |               |               |               |               |               |               |               |               |               |               |               |               |               |               |               |               |               |               |               |               |               |               |               |               |               |               |               |
| Sport Arenal      | 1-2           | Sporting Cristal  | El Arenal              | Deán Valdivia   | 8 de junio    | 15:10         |               |               |               |               |               |               |               |               |               |               |               |               |               |               |               |               |               |               |               |               |               |               |               |               |               |               |               |               |               |               |               |               |               |
| FC Bombón         | 1-1           | Atlético Mollendo | Municipal Punta Bombón | Punta de Bombón | 8 de junio    | 13:10         |               |               |               |               |               |               |               |               |               |               |               |               |               |               |               |               |               |               |               |               |               |               |               |               |               |               |               |               |               |               |               |               |               |
| Cuarta Fecha      |               |                   |                        |                 |               |               |               |               |               |               |               |               |               |               |               |               |               |               |               |               |               |               |               |               |               |               |               |               |               |               |               |               |               |               |               |               |               |               |               |
| Sport Arenal      | 3-2           | FC Bombón         | El Arenal              | Deán Valdivia   | 15 de junio   | 15:10         |               |               |               |               |               |               |               |               |               |               |               |               |               |               |               |               |               |               |               |               |               |               |               |               |               |               |               |               |               |               |               |               |               |
| Atlético Mollendo | 1-1           | Sporting Cristal  | Complejo Cesar Vallejo | Mollendo        | 16 de junio   | 15:10         |               |               |               |               |               |               |               |               |               |               |               |               |               |               |               |               |               |               |               |               |               |               |               |               |               |               |               |               |               |               |               |               |               |
| Quinta Fecha      |               |                   |                        |                 |               |               |               |               |               |               |               |               |               |               |               |               |               |               |               |               |               |               |               |               |               |               |               |               |               |               |               |               |               |               |               |               |               |               |               |
| Sport Arenal      | 1-0           | Atlético Mollendo | El Arenal              | Deán Valdivia   | 22 de junio   | 15:10         |               |               |               |               |               |               |               |               |               |               |               |               |               |               |               |               |               |               |               |               |               |               |               |               |               |               |               |               |               |               |               |               |               |
| FC Bombón         | 0-2           | Sporting Cristal  | Municipal Punta Bombón | Punta de Bombón | 22 de junio   | 13:10         |               |               |               |               |               |               |               |               |               |               |               |               |               |               |               |               |               |               |               |               |               |               |               |               |               |               |               |               |               |               |               |               |               |
| Sexta Fecha       |               |                   |                        |                 |               |               |               |               |               |               |               |               |               |               |               |               |               |               |               |               |               |               |               |               |               |               |               |               |               |               |               |               |               |               |               |               |               |               |               |
| Sporting Cristal  | 1-1           | Sport Arenal      | Benigno Pérez          | Cocachacra      | 29 de junio   | 15:10         |               |               |               |               |               |               |               |               |               |               |               |               |               |               |               |               |               |               |               |               |               |               |               |               |               |               |               |               |               |               |               |               |               |
| Atlético Mollendo | 3-2           | FC Bombón         | Complejo Cesar Vallejo | Mollendo        | 29 de junio   | 15:10         |               |               |               |               |               |               |               |               |               |               |               |               |               |               |               |               |               |               |               |               |               |               |               |               |               |               |               |               |               |               |               |               |               |

### Grupo B[1]
| Grupo | Club                | Distrito        |
| ----- | ------------------- | --------------- |
| B     | Sport Boys          | Mollendo        |
| B     | Deportivo Colón     | Deán Valdivia   |
| B     | Los Amigos Matarani | Cocachacra      |
| B     | Deportivo Juventus  | Punta de Bombón |

| Equipo              | PJ | PG | PE | PP | GF | GC | DG  | Pts |
| ------------------- | -- | -- | -- | -- | -- | -- | --- | --- |
| Sport Boys          | 5  | 5  | 0  | 0  | 23 | 3  | +20 | 15  |
| Deportivo Colón     | 5  | 3  | 0  | 2  | 14 | 11 | +3  | 9   |
| Deportivo Juventus  | 5  | 1  | 1  | 3  | 4  | 7  | -3  | 4   |
| Los Amigos Matarani | 5  | 0  | 1  | 4  | 1  | 21 | -20 | 1   |

| Grupo B             | Grupo B       | Grupo B             | Grupo B                | Grupo B         | Grupo B       | Grupo B       | Grupo B       | Grupo B       | Grupo B       | Grupo B       | Grupo B       |               |               |               |               |               |               |               |               |               |               |               |               |               |               |               |               |               |               |               |               |               |               |               |               |               |               |               |               |
| Local               | Resultado     | Visitante           | Estadio                | Distrito        | Fecha         | Hora          |               |               |               |               |               |               |               |               |               |               |               |               |               |               |               |               |               |               |               |               |               |               |               |               |               |               |               |               |               |               |               |               |               |
| Primera Fecha       | Primera Fecha | Primera Fecha       | Primera Fecha          | Primera Fecha   | Primera Fecha | Primera Fecha | Primera Fecha | Primera Fecha | Primera Fecha | Primera Fecha | Primera Fecha | Primera Fecha | Primera Fecha | Primera Fecha | Primera Fecha | Primera Fecha | Primera Fecha | Primera Fecha | Primera Fecha | Primera Fecha | Primera Fecha | Primera Fecha | Primera Fecha | Primera Fecha | Primera Fecha | Primera Fecha | Primera Fecha | Primera Fecha | Primera Fecha | Primera Fecha | Primera Fecha | Primera Fecha | Primera Fecha | Primera Fecha | Primera Fecha | Primera Fecha | Primera Fecha | Primera Fecha | Primera Fecha |
| ------------------- | ------------- | ------------------- | ---------------------- | --------------- | ------------- | ------------- | ------------- | ------------- | ------------- | ------------- | ------------- | ------------- | ------------- | ------------- | ------------- | ------------- | ------------- | ------------- | ------------- | ------------- | ------------- | ------------- | ------------- | ------------- | ------------- | ------------- | ------------- | ------------- | ------------- | ------------- | ------------- | ------------- | ------------- | ------------- | ------------- | ------------- | ------------- | ------------- | ------------- |
| Sport Boys          | 6-2           | Deportivo Colón     | Complejo Cesar Vallejo | Mollendo        | 1 de junio    | 15:10         |               |               |               |               |               |               |               |               |               |               |               |               |               |               |               |               |               |               |               |               |               |               |               |               |               |               |               |               |               |               |               |               |               |
| Los Amigos Matarani | 0-0           | Deportivo Juventus  | Juan Medina            | Islay           | 1 de junio    | 15:10         |               |               |               |               |               |               |               |               |               |               |               |               |               |               |               |               |               |               |               |               |               |               |               |               |               |               |               |               |               |               |               |               |               |
| Segunda Fecha       |               |                     |                        |                 |               |               |               |               |               |               |               |               |               |               |               |               |               |               |               |               |               |               |               |               |               |               |               |               |               |               |               |               |               |               |               |               |               |               |               |
| Deportivo Juventus  | 0-2           | Deportivo Colón     | Benigno Pérez          | Cocachacra      | 11 de junio   | 15:10         |               |               |               |               |               |               |               |               |               |               |               |               |               |               |               |               |               |               |               |               |               |               |               |               |               |               |               |               |               |               |               |               |               |
| Los Amigos Matarani | 0-3           | Sport Boys          | Juan Medina            | Islay           | 11 de junio   | 15:10         |               |               |               |               |               |               |               |               |               |               |               |               |               |               |               |               |               |               |               |               |               |               |               |               |               |               |               |               |               |               |               |               |               |
| Tercera Fecha       |               |                     |                        |                 |               |               |               |               |               |               |               |               |               |               |               |               |               |               |               |               |               |               |               |               |               |               |               |               |               |               |               |               |               |               |               |               |               |               |               |
| Sport Boys          | 2-0           | Deportivo Juventus  | Complejo Cesar Vallejo | Mollendo        | 8 de junio    | 15:10         |               |               |               |               |               |               |               |               |               |               |               |               |               |               |               |               |               |               |               |               |               |               |               |               |               |               |               |               |               |               |               |               |               |
| Deportivo Colón     | 6-1           | Los Amigos Matarani | Municipal Punta Bombón | Punta de Bombón | 8 de junio    | 15:10         |               |               |               |               |               |               |               |               |               |               |               |               |               |               |               |               |               |               |               |               |               |               |               |               |               |               |               |               |               |               |               |               |               |
| Cuarta Fecha        |               |                     |                        |                 |               |               |               |               |               |               |               |               |               |               |               |               |               |               |               |               |               |               |               |               |               |               |               |               |               |               |               |               |               |               |               |               |               |               |               |
| Deportivo Juventus  | 2-0           | Los Amigos Matarani | Benigno Pérez          | Cocachacra      | 15 de junio   | 15:10         |               |               |               |               |               |               |               |               |               |               |               |               |               |               |               |               |               |               |               |               |               |               |               |               |               |               |               |               |               |               |               |               |               |
| Deportivo Colón     | 1-2           | Sport Boys          | Municipal Punta Bombón | Punta de Bombón | 15 de junio   | 15:10         |               |               |               |               |               |               |               |               |               |               |               |               |               |               |               |               |               |               |               |               |               |               |               |               |               |               |               |               |               |               |               |               |               |
| Quinta Fecha        |               |                     |                        |                 |               |               |               |               |               |               |               |               |               |               |               |               |               |               |               |               |               |               |               |               |               |               |               |               |               |               |               |               |               |               |               |               |               |               |               |
| Sport Boys          | 10-0          | Los Amigos Matarani | Complejo Cesar Vallejo | Mollendo        | 22 de junio   | 15:10         |               |               |               |               |               |               |               |               |               |               |               |               |               |               |               |               |               |               |               |               |               |               |               |               |               |               |               |               |               |               |               |               |               |
| Deportivo Colón     | 3-2           | Deportivo Juventus  | Municipal Punta Bombón | Punta de Bombón | 22 de junio   | 15:10         |               |               |               |               |               |               |               |               |               |               |               |               |               |               |               |               |               |               |               |               |               |               |               |               |               |               |               |               |               |               |               |               |               |
| Sexta Fecha         |               |                     |                        |                 |               |               |               |               |               |               |               |               |               |               |               |               |               |               |               |               |               |               |               |               |               |               |               |               |               |               |               |               |               |               |               |               |               |               |               |
| Deportivo Juventus  | ---           | Sport Boys          | Benigno Pérez          | Cocachacra      | No se jugó    | ---           |               |               |               |               |               |               |               |               |               |               |               |               |               |               |               |               |               |               |               |               |               |               |               |               |               |               |               |               |               |               |               |               |               |
| Los Amigos Matarani | ---           | Deportivo Colón     | Juan Medina            | Islay           | No se jugó    | ---           |               |               |               |               |               |               |               |               |               |               |               |               |               |               |               |               |               |               |               |               |               |               |               |               |               |               |               |               |               |               |               |               |               |

## Segunda fase
Consta de dos llaves donde el primero de un grupo se enfrentará al segundo del otro en partidos de ida y vuelta, los ganadores de cada llave clasifican a la Etapa Departamental de Arequipa 2014 representando a la Provincia de Islay.

### Clasificados
Los dos mejores equipos de ambas series previas.
| Distrito        | Club              | Llave | Estadio                      |
| --------------- | ----------------- | ----- | ---------------------------- |
| Mollendo        | Atlético Mollendo | I     | Complejo Cesar Vallejo       |
| Cocachacra      | Sporting Cristal  | I     | Benigno Pérez Málaga         |
| Mollendo        | Sport Boys        | II    | Complejo Cesar Vallejo       |
| Punta de Bombón | Deportivo Colón   | II    | Municipal de Punta de Bombón |

| \| 06-07-2014 \| 15:00 \| Benigno Pérez \| Cocachacra \| Sporting Cristal \| 0-2[2] \| Sport Boys \| \| 13-07-2014 \| 13:00 \| Complejo Cesar Vallejo \| Mollendo \| Sport Boys \| 4-0 \| Sporting Cristal \| \| Clasifica: Sport Boys \| \| \| \| \| \| \| |       |                        |            |                  |       |                  |
| Fecha | Hora  | Estadio                | Distrito   | Equipo           | Score | Equipo           |
| 06-07-2014 | 15:00 | Benigno Pérez          | Cocachacra | Sporting Cristal | 0-2   | Sport Boys       |
| 13-07-2014 | 13:00 | Complejo Cesar Vallejo | Mollendo   | Sport Boys       | 4-0   | Sporting Cristal |
| Clasifica: Sport Boys |       |                        |            |                  |       |                  |

| \| 06-07-2014 \| 15:10 \| Municipal \| Punta de Bombón \| Deportivo Colón \| 2-3[2] \| Atlético Mollendo \| \| 13-07-2014 \| 15:10 \| Complejo Cesar Vallejo \| Mollendo \| Atlético Mollendo \| 5-4 \| Deportivo Colón \| \| Clasifica: Atlético Mollendo \| \| \| \| \| \| \| |       |                        |                 |                   |       |                   |
| Fecha | Hora  | Estadio                | Distrito        | Equipo            | Score | Equipo            |
| 06-07-2014 | 15:10 | Municipal              | Punta de Bombón | Deportivo Colón   | 2-3   | Atlético Mollendo |
| 13-07-2014 | 15:10 | Complejo Cesar Vallejo | Mollendo        | Atlético Mollendo | 5-4   | Deportivo Colón   |
| Clasifica: Atlético Mollendo |       |                        |                 |                   |       |                   |

## Tercera Fase
Consta de un partido único para determinar al campeón y subcampeón.
| \| Fecha \| Hora \| Estadio \| Distrito \| Equipo \| Score \| Equipo \| \| ---------- \| ----- \| ---------------------- \| -------- \| ---------- \| ----- \| ----------------- \| \| 19-07-2014 \| 13:00 \| Complejo Cesar Vallejo \| Mollendo \| Sport Boys \| 1-3 \| Atlético Mollendo \| |       |                        |          |            |       |                   |
| Fecha | Hora  | Estadio                | Distrito | Equipo     | Score | Equipo            |
| 19-07-2014 | 13:00 | Complejo Cesar Vallejo | Mollendo | Sport Boys | 1-3   | Atlético Mollendo |

|                             |
| Campeón                     |
| Atlético Mollendo 3º título |